# Odontomelus
Odontomelus is een geslacht van rechtvleugeligen uit de familie veldsprinkhanen (Acrididae). De wetenschappelijke naam van dit geslacht is voor het eerst geldig gepubliceerd in 1890 door Bolívar.

## Soorten
Het geslacht Odontomelus omvat de volgende soorten:
- Odontomelus afar Jago, 1995
- Odontomelus agrostoides Jago, 1995
- Odontomelus auk Jago, 1995
- Odontomelus brachypterus Gerstaecker, 1869
- Odontomelus brevipennis Uvarov, 1922
- Odontomelus brunneus Miller, 1932
- Odontomelus champhaiensis Meinodas & Shafee, 1990
- Odontomelus chyulu Jago, 1995
- Odontomelus cytidonotus Jago, 1995
- Odontomelus eshowe Jago, 1995
- Odontomelus gyliotelus Jago, 1995
- Odontomelus ixyonotus Jago, 1995
- Odontomelus kamerunensis Ramme, 1929
- Odontomelus krugeri Jago, 1995
- Odontomelus kwidschwianus Rehn, 1914
- Odontomelus luctuosus Bolívar, 1909
- Odontomelus mahali Jago, 1995
- Odontomelus manipurensis Meinodas & Shafee, 1990
- Odontomelus micropterus Johnsen & Forchhammer, 1975
- Odontomelus nguruense Jago, 1995
- Odontomelus nyika Jago, 1995
- Odontomelus orophoides Jago, 1995
- Odontomelus pallidus Sjöstedt, 1912
- Odontomelus parabinervis Jago, 1995
- Odontomelus pareense Jago, 1995
- Odontomelus phloiodes Jago, 1995
- Odontomelus pseudopallidus Jago, 1995
- Odontomelus rudolfi Jago, 1995
- Odontomelus scalatus Karsch, 1896
- Odontomelus somalicus Johnsen & Schmidt, 1982
- Odontomelus spodiopsis Jago, 1995
- Odontomelus strigosus Bolívar, 1889
- Odontomelus togoensis Ramme, 1929
- Odontomelus zambiensis Jago, 1995
- Odontomelus zulu Jago, 1995